# Vitali Dirdira
Vitali Dirdira (Melnykivka (Oblast Tsjerkasy), 4 november 1938 – Kiev, 6 december 2024) was een Oekraïens-Sovjet zeiler.
Dirdira won samen met Valentin Mankin tijdens de Olympische Zomerspelen 1972 de gouden medaille in de tempest.
Dirdira overleed op 6 december 2024 op 86-jarige leeftijd.

## Olympische Zomerspelen
| Jaar | Plaats  | Resultaten |
| ---- | ------- | ---------- |
| 1972 | München | tempest    |

1972: Vitali Dirdira / Valentin Mankin ·
1976: John Albrechtson / Ingvar Hansson